# Riesenhof
Riesenhof (en luxembourgeois : Riesenhaff ) est une localité de la commune luxembourgeoise de Rambrouch dans le canton de Redange.